# Go.on Gesellschaft für Bus- und Schienenverkehr
go.on Gesellschaft für Bus- und Schienenverkehr mbH ist eine Tochtergesellschaft von 24 mittelständischen Verkehrsunternehmen aus Ostwestfalen-Lippe. Die go.on nimmt an Wettbewerben um Linien-Konzessionen teil. Geschäftsführer ist Dirk Hänsgen.

## Gesellschafter
Folgende Gesellschafter sind als go.on zusammengeschlossen:
- Auto-Gaus GmbH, Pivitsheide V. L.
- Auto-Risse Reiseunternehmen GmbH & Co. KG, Höxter
- Böddeker Reisen GmbH, Verne
- Brüggemeier Reisebüros und Omnibusse GmbH & Co. KG, Bad Meinberg
- Der Heeperhölzer GmbH & Co. Omnibus KG, Brake
- Felix-Reisen Böke u. Niemeier GmbH, Lüdenhausen
- Gottlieb-Reisen GmbH & Co. KG, Wimmer
- Hermesmeyer GmbH & Co. KG, Paderborn
- Höber GmbH & Co. KG, Lippling
- Kliewe-Reisen e.K., Lemgo
- Marion Breustedt Omnibusbetrieb, Brakel
- Mertens Reisen GmbH, Rietberg
- Mietrach Reisen GmbH, Brake
- Omnibusbetrieb Bernd Niemeyer, Babenhausen
- Pollmann Reisen GmbH, Nieheim
- Reifers Reisen GmbH & Co. KG, Warburg
- Reisedienst Motzek GmbH & Co. KG, Lage
- Reisedienst Orth KG, Versmold
- Stötzel GmbH Verkehrsbetrieb, Steinhagen
- Suerland Busreisen GmbH, Etteln
- Stoffregen-Omnibusbetrieb GmbH, Kirchlengern
- Teutoburger-Wald-Bus Fritz Rehm & Söhne GmbH & Co. KG, Oerlinghausen
- W. Wellhausen GmbH & Co. KG, Lage

## Verkehrsgebiet
Das Verkehrsgebiet der go.on Gesellschaft für Bus- und Schienenverkehr mbH erstreckt sich zurzeit über folgende Gemeinden:
Kreis Gütersloh: Werther, Versmold, Verl, Steinhagen, Schloß-Holte Stukenbrock, Rietberg, Rheda-Wiedenbrück, Langenberg, Harsewinkel, Halle(Westfalen), Gütersloh, Borgholzhausen
Kreis Höxter: Bad Driburg, Beverungen. Borgentreich, Brakel, Höxter, Marienmünster, Nieheim, Steinheim, Warburg und Willebadessen
Kreis Lippe: Bad Salzuflen, Detmold, Horn-Bad Meinberg, Lage, Lemgo, Leopoldshöhe, Oerlinghausen, Schlangen
Kreis Paderborn: Altenbeken, Bad Lippspringe, Delbrück, Hövelhof, Lichtenau, Paderborn, Salzkotten
Landkreis Holzminden: Holzminden
Landkreis Kassel: Bad Karlshafen, Trendelburg
Hinzu kommen NachtEpress-Leistungen im Kreis Paderborn, die das gesamte Kreisgebiet abdecken und Sammeltaxis in Halle und Steinhagen.

## Chronologie
Am 18. Dezember 2008 bekam die Gesellschaft ihre Konzession erteilt. Zwischen Januar und März 2009 fand der Verkauf von Fahrausweisen als „Ersatzkarte“ statt. Die Fahrzeuge wurden mit Zielanzeige ausgestattet, es gab Ersatzaushangfahrpläne an den Haltestellen sowie ab Februar Fahrplanänderungen. Ebenfalls wurde ein  Fahrplanheft gedruckt.
Zwischen März und April 2009 wurden Einzel-, 4er-, Tages- und Fun-Tickets über Blockverkauf (mit Unterstützung von moBiel) vertrieben. Ab Mai 2009 sollten Fahrausweisdrucker den Fahrkartenverkauf beschleunigen. Da jedoch auf ein älteres System gesetzt wurde, gab es eine Vielzahl von Problemen mit den Fahrausweisen sowie ungeschultes Personal, Fehlprogrammierungen sowie fehlende Preise und Ziele. Druckerabstürze waren anfangs an der Tagesordnung. In den Haltestellenkästen wurden "neuer Haltestellenaushänge untergebracht.
Im Juni 2009 nahm die Linie 48 Bielefeld – Brockhagen (-Kölkebeck) ihren Betrieb auf. Die Fahrgäste beklagen, dass der Linienverlauf nicht mehr bis Versmold verläuft. Dieses musste geändert werden gemäß Nahverkehrsplan. Durch den Wegfall des Linienabschnittes Kölkebeck-Versmold wurde ein Taktverkehr auf der Linie 89 umgesetzt. Diese fährt nun alle 60 Minuten von 6 bis 19 Uhr (davon unberührt sind zusätzliche Schulfahrten) mit einem Anschluss an der Regionalbahn RB 75 nach Bielefeld oder Osnabrück.
Ab Juli 2009 wurde die Umwandlung des bisher freigestellten Schülerverkehrs in Halle und Steinhagen vorbereitet. Es wurden Haltestellen erstellt und ein Fahrplan veröffentlicht. Nun war es jedem Fahrgast gestattet, mit diesem früheren Schulbus mitzufahren zu dem ortsüblichen Tarif. Im August 2009 wurden die neuen Linien im Schülerverkehr eingeführt.
Seit Dezember 2009 gab es erste Dienstplanänderungen im Linienbetrieb. Einige Verspätungsprobleme wurden gelöst und neue wurden geschaffen. Die erste Jahresbilanz im Januar 2010 lautete: Die Fahrgastzahlen sind auf fast allen Linien gestiegen. Fahrausweisdrucker wurden generalüberholt – Einsatz von neuem Fahrausweispapier mit „go-on“-Logo.
Die Linie 160 wurde bis dato als Kooperation des Bürgerbus-Vereins e.V. Werther mit der BVO betrieben. Da die BVO keinerlei weiteres Interesse an der Bürgerbuslinie zeigte und den Vertrag nicht verlängern wollte, verhandelte go.on über die Übernahme der Konzession. Das Vorhaben musste bis Mai 2010 abgeschlossen werden, da der Vertrag mit der BVO zu diesem Termin  auslief. Ziel des Bürgerbus-Vereins war, Parallelfahrten nach Häger und Theenhausen abzuschaffen und dafür zu den Zeiten Angebote zu machen, die von den Linie 89 nach Häger und 60 nach Theenhausen nicht abgedeckt waren. Damit sollte eine fast stündliche Anbindung an die Ortsteile ermöglicht werden. Im Juni 2010 wurde der Bürgerbus in das go.on-Fahrplanangebot integriert.
Am 15. Juli 2010 nahmen die Linien im Bereich Detmold-Lemgo-Kalletal unter dem Produktnamen „Lippemobil“ ihren Betrieb auf. Am 24. August 2010 gab Geschäftsführer Udo Stötzel bekannt, zum 1. Juli 2011 die Konzession des Linienbündels Gütersloh Nord wegen mangelnder Wirtschaftlichkeit vorzeitig auslaufen zu lassen. Die Gesellschaft gab bekannt, bei der Bezirksregierung Detmold die Entbindung von der Betriebspflicht für die Linien des Linienbündels „Gütersloh Nord“ beantragt zu haben. Die Gesellschaft ist weiterhin am Betrieb der Linien interessiert, erwartet aber eine finanzielle Unterstützung vom Kreis. go.on will sich an einer neuen Ausschreibung beteiligen.
Am 16. Oktober 2010 wechselt go.on den Geschäftsführer aus. Dirk Sonnenberg löst Udo Stötzel ab. Die Bezirksregierung in Detmold lehnte den Antrag der Teilentbindung von einzelnen Linien bzw. wenig genutzten Fahrten ab. Laut Bezirksregierung ist eine Betriebspleite nicht abzusehen – von daher wird die Konzession erst ab dem 31. Juli 2011 von go.on abgelöst. Es wird um eine reibungslose Nachfolge gesucht, bisher jedoch ohne Erfolg. Die Gesellschaft stellte einen Eilantrag, um einen Leistungserlass von 30 % zu erhalten. Damit sollen vor allem die defizitären Fahrten und Linien abgelöst werden. Darum wird sich der Zweckverband VVOWL nun kümmern. Laut neuem Geschäftsführer Sonnenberg würde eine Leistungsreduzierung um 10 % bereits einiges bewirken. Die BVO (Ostwestfalen-Lippe-Bus) lehnte die Übernahme einer Konzession abwinkend ab. Es gibt auch Kritik aus dem Kreis Lippe, wegen des Zuschlages bei der dortigen Ausschreibung. Kritikpunkt: „Wie kann ein Unternehmen, das im Kreis Gütersloh versagt, in Lippe bestehen?“.
Am 1. Januar 2011 steht fest, dass go.on die Linienbündelskonzession für Gütersloh Nord bis Ablauf behält. Im Linienbündel in Lippe läuft der Betrieb ohne Probleme. Die Firma Stötzel muss nach starker Einbußen durch go.on einzelne Linien und Fahrten an andere Verkehrsunternehmen abgeben. Diese übernahm die Firma Vogt und Mertens ab dem 1. Mai 2011.
Am 1. Januar 2013 übernimmt go.on die letzten Linien im Linienbündel Gütersloh Nord. Die Linien 98 und 198 waren bisher noch nicht harmonisiert. Mit dem Ausstieg der Firma moBiel GmbH (Stadtwerke Bielefeld) am 4. April 2013 verliert go.on nicht nur ein Gründungsmitglied, sondern gleichzeitig auch einen wichtigen Partner. Die beiden ehemaligen moBiel-Kurse werden stattdessen vom Verkehrsbetrieb Stötzel gefahren.
Beim Genehmigungswettbewerb um das Linienbündel Gütersloh-Nord kann sich go.on am 1. August 2013 nicht gegen den Mitbewerber DB Bahn Ostwestfalen-Lippe-Bus durchsetzen. Diese bietet unter anderem auf der Strecke Bielefeld-Werther einen 15-Minuten-Takt an. Die go.on zieht gegen die Entscheidung der Bezirksregierung Detmold im Genehmigungswettbewerb vor das Verwaltungsgericht Minden, da sie Unstimmigkeiten im Entscheidungsprozess vermutet. go.on scheitert wie zuvor schon im Jahr 2013 mit einer Klage gegen die BVO; hierbei ging es um das Linienbündel Lippe I. Damit entfällt ab 1. Januar 2014 das Linienbündel Gütersloh-Nord.
Mit Ablauf des Kalenderjahres 2013 endet auch das Engagement von go.on im Linienbündel Gütersloh-Nord. Ein kleiner Lichtblick: die Firma go.on kann insgesamt drei von elf Subunternehmer-Losen bei DB Bahn Ostwestfalen-Lippe-Bus gewinnen. Diese Leistungen fahren die Gesellschafter Orth und Stötzel. go.on übernimmt am 6. Juli 2014 den Busverkehr zwischen Paderborn, Bad Lippspringe, Schlangen und Horn, führt auf dieser Linie zur Hauptverkehrszeit einen 15-Minuten-Takt ein. Am 5. Februar 2016 übernimmt das Unternehmen den NachtExpress in Paderborn und am 10. Juli 2016 das Linienbündel 10 'Egge' des NPH von der BVO zwischen Paderborn, Altenbeken, Bad Driburg und Willebadessen. Dabei wird ein neues Linienkonzept mit einem Umsteigeknoten in Buke eingeführt
Seit dem 7. November 2016 sind alle go.on-Busse im nph-Gebiet sind mit kostenlosem WLAN ausgestattet. Ab dem 10. April 2017 betreibt go.on die Linie R32 im Kreis Paderborn, die zwischen Altenbeken und Bad Lippspringe verkehrt, allerdings zum 13. Juli 2019 wieder auslief und somit zur Schulbuslinie 452 wurde, die mit in das Linienbündel 1 „Bad Lippspringe/Hövelhof“ aufgenommen wurde. Nach Vorgabe des Nahverkehrsverbunds Paderborn/Höxter verkehren ab dem 1. August 2020 alle Fahrzeuge der Kategorie A in den neu gewonnenen Linienbündeln 1, 3, 4, 9 und 11 im Design „fahr mit – Mobil im Hochstift“ oder auch im „Delbrück-Design“.
Im Jahr 2020 gewann man die Notvergabe für das Linienbündel „Lippe I“ für 2 Jahre, welches zuvor von der BVO betrieben wurde. Die Linien wurden zum 6. Januar 2021 übernommen.
Seit dem 1. August 2021 betreibt go.on das Linienbündel 5 „Stadtverkehr Höxter“, welches im Vergleich zum Vorbetreiber, der BVO, fast unverändert übernommen wurde. Ab dem 6. Dezember 2021 begann allerdings die Testphase für einen On-Demand-Verkehr, der die bisherigen Linien HX1, HX2, HX3 und HX5 ersetzt. Dieses ÖPNV-Angebot, dass unter dem Namen Holibri vermarktet wird, wird montags bis freitags zwischen 6 und 22 Uhr, samstags zwischen 8 und 22 sowie sonn- und feiertags zwischen 8 und 18 Uhr im Kerngebiet Höxter, Bosseborn und Lüchtringen angeboten. Zudem wird montags bis samstags zwischen 18 und 22 Uhr und sonn- und feiertags das gesamte Stadtgebiet von Höxter bedient.
Anfang September 2024 wurde bekannt, dass die Verträge für sämtliche von Transdev Ostwestfalen GmbH (TWV Teutoburger Wald Verkehr) im Kreis Gütersloh bedienten Linienbündel vorzeitig zum Jahresende den 31. Dezember 2024 beendet werden und in einer Interimsvergabe unter Federführung des Kreises Gütersloh neu ausgeschrieben werden. Betroffen von der Neuvergabe sind die Lose Gütersloh Nord, Nordwest, Südost und Südwest. Ende November 2024 wird bekannt, dass diese Interimsvergabe eine Bietergemeinschaft um go.on ab dem 1. Januar 2025 für zwei Jahre komplett für sich gewonnen hat. Betrieben werden diese Linienbündel als Arbeitsgemeinschaft ÖPNV Gütersloh unter Federführung der go.on.
Es wurde mehrfach angekündigt, den CampusExpress der Linie 790 von Lemgo aus ins Kalletal zu verlängern und so die Linie 733 zu einem 30-Minuten-Takt zu ergänzen. Dazu sollen die Fahrten ab dem 13. Oktober als Schnellbus aus dem Kalletal nach Detmold fahren.

## Linienübersicht

### Linienbündel V „Kalletal“ (Kreis Lippe)
| Linie   | Strecke | Anmerkungen                                                    |
| 333     | Hohenhausen – Westorf – Wentorf – Harkemissen – Bentorf – Kalldorf – Hellinghausen – Langenholzhausen – Valdorf – Bad Seebruch                                                      | Schulverkehr                                                   |
| 334     | Hohenhausen – Kalldorf – Erder – Varenholz – Stemmen – Varenholz – Langenholzhausen                                                                                                 | Schulverkehr                                                   |
| 730     | Langenholzhausen – Varenholz – Stemmen – Möllenbeck – Hessendorf – Rinteln |                                                                |
| 731     | Hohenhausen – Brosen – Selsen – Herbrechtsdorf – Lüdenhausen – Asendorf – Heidelbeck                                                                                                | Ortsverkehr                                                    |
| 733     | Lemgo – Oberluhe – Bavenhausen – Hohenhausen – (Westorf – Brosen) – Dalbke – Langenholzhausen                                                                                       | weiter als Linie 730                                           |
| 733 ALF | Lemgo – Bavenhausen – Westorf – Hohenhausen – Dalbke – Echternhagen – Harkemissen – Bentorf – Faulensiek – Langenholzhausen – Hellinghausen – Kalldorf – Erder – Varnholz – Stemmen | Anruf-Linien-Fahrten                                           |
| 734     | Hohenhausen – Westorf – Wentorf – Echternhagen – Talle – Bavenhausen – Brosen – Niedermeien – Henstorf – Lüdenhausen – Kalldorf – Langenholzhausen                                  | Schulverkehr                                                   |
| 735     | Hohenhausen – Talle – Brosen – Bavenhausen – Niedermeien – Henstorf – Lüdenhausen – Herbrechtsdorf – Asendorf – Heidelbeck – Tevenhausen – Langenholzhausen                         | Bürgerbus                                                      |
| 790     | Detmold – Klüt – Loßbruch – Wahmbeckerheide – Brake – Lemgo / Detmold – Klüt – Loßbruch – Bentrup – Wahmbeck – Lemgo                                                                | weiter als Linie 963                                           |
| 790 CE  | Detmold – Klüt – Loßbruch – Brake – Campus Lemgo – Lemgo | CampusExpress, verkehrt nur Montag bis Freitag, 8:00–16:42 Uhr |
| 901     | Lemgo – Lüerdissen – Rentorf – Niedermeien – Henstorf – Lüdenhausen – Almena |                                                                |
| 901 ALF | Lemgo – Lüerdissen – Rentorf – Niedermeien – Henstorf – Lüdenhausen – Almena | Anruf-Linien-Fahrten                                           |
| 963     | Bad Salzuflen – Schötmar – Ehrsen – Retzen – Lieme – Lemgo | weiter als Linie 790                                           |

### Linienbündel Gütersloh Nord
- 43 ZOB Gütersloh – Sth.-Brockhagen – Halle Bahnhof/ZOB
- 48 Bielefeld Hauptbahnhof – ZOB Steinhagen – Sth.-Brockhagen
- 60 Werther – Theenhausen
- 61 Bielefeld Hauptbahnhof – ZOB Werther – Halle Bahnhof/ZOB
- 62 Bielefeld Hauptbahnhof – Bi.-Großdornberg – ZOB Werther – Borgholzhausen
- 88 Bielefeld Hauptbahnhof – Bi.-Brackwede – Bi.-Quelle – ZOB Steinhagen – Halle Bahnhof/ZOB
- 89 Halle Bahnhof/ZOB – Halle-Hörste – Versmold Bahnhof/ZOB (– Peckeloh)
- N19 NachtBus Bielefeld, Jahnplatz – Halle Bahnhof/ZOB

Schulverkehr
- 59 Bielefeld – Spenge – Melle-Neuenkirchen
- 63 Bi.-Vilsendorf – Bi.-Jöllenbeck – Dornberg – Werther Gesamtschule
- 66 ZOB Werther – Werther-Häger – Lenzinghausen – ZOB Spenge
- 68 Bi.-Schildesche – Bi.-Babenhausen – Bi.-Großdornberg – Werther – Halle – Steinhagen
- 86 „Ortsverkehr Halle“ Eggeberg - Ascheloh - Künsebeck - Gartnisch - Schulzentrum Masch - Gymnasium
- 86.1 Künsebeck – Ascheloh – Gesamtschule
- 98 Ortsverkehr Werther (Theenhausen – Rotenhagen – Häger – Gesamtschule)
- 148 ZOB Steinhagen – Brockhagen – Halle – Dissen – ZOB Bad Rothenfelde
- 157 Bielefeld, Jahnplatz – Bi.-Schröttinghausen – ZOB Werther
- 188 Steinhagen – Amshausen – Halle
- 248 Ortsverkehr Steinhagen (Grundschule Lauksdorf)
- 285 Ortsverkehr Halle (Grundschule Hörste – Grundschule Gartnisch)
- 286 Ortsverkehr Halle (Grundschule Gartnisch)
- 287 Ortsverkehr Halle (Grundschule Künsebeck und Grundschule Gartnisch)
- 288 Ortsverkehr Steinhagen

### Linienbündel Gütersloh Nordwest
- 44 Gütersloh – Kreishaus – Pixel
- 71 Gütersloh – Marienfeld – Harsewinkel – Greffen – Peckeloh – Versmold
- 71.1 Harsewinkel – Greffen – Überems
- 71.2 Schulverkehr Greffen Johannesschule
- 71.3 Harsewinkel – Marienfeld
- 71.5 Versmold – Bockhorst
- 71.6 Versmold – Knetterhausen – Loxten
- 71.7 Versmold – Oesterweg – Hesselteich – Vorbruch
- 71.8 Versmold – Peckeloh
- 72 Harsewinkel – Heerde – Clarholz (– Herzebrock – Pixel)
- 72.1 Harsewinkel – Beller/Rheda
- 72.3 Herzebrock – Clarholz – Heerde
- 72.4 Herzebrock – Clarholz – Oelkerort
- 72.5 Clarholz – Sundern
- 72.6 Clarholz – Samtholz
- 72.7 Herzebrock – Brock-Möhler – Pixel
- 72.8 Herzebrock – Weißes Venn – Quenhorn
- 74 (Gütersloh – Kreishaus –) Pixel – Herzebrock – Clarholz
- 90 Versmold – Bockhorst – Borgholzhausen – Cleve – Hesseln – Halle
- 91 Peckeloh – Versmold – Loxten – Bockhorst – Westbarthausen – Borgholzhausen
- 92 Ortsverkehr Borgholzhausen
- 93 Oesterweg – Hörste – Casum – Borgholzhausen
- 190 PiumBus Borgholzhausen Bahnhof – Borgholzhausen Stadt

### Linienbündel Gütersloh Südost und Südwest
- 70 Lippstadt – Bad Waldliesborn – Langenberg – Wiedenbrück – Rheda
- 73 Hövelhof – Kaunitz – Bornholte – Verl – Spexard – Gütersloh
- 75 Österwiehe – Kaunitz – Verl – Wiedenbrück
- 75.1 Mastholte – Wiedenbrück über Bokel
- 76 Rheda – Wiedenbrück – Lintel – Rietberg – Neuenkirchen – Westerwiehe
- 77 Gütersloh – Spexard – Varensell – Neuenkirchen – Rietberg – Westerwiehe
- 78 Stadtverkehr Rheda-Wiedenbrück
- 78.1 Stadtverkehr Rheda-Wiedenbrück – St. Vit – Batenhorst
- 78.2 Clarholz – Herzebrock – Rheda
- 78.3 Rundverkehr Rheda (Wegböhne)
- 79 Rheda-Wiedenbrück – Gütersloh
- 79.1 Gütersloh – Pixel – Rheda – Wiedenbrück
- 80.1 Lippstadt – Lipperbruch – Mastholte – Bokel – Rietberg (– Neuenkirchen – Verl – Avenwedde)
- 80.2 Bielefeld – Brackwede – Senne – Friedrichsdorf – Verl (Nur 3× täglich je Richtung an Wochentagen)
- 80.3 Westenholz – Rietberg (– Lipperbruch – Westenholz)
- 83 Schloß Holte – Bornholte – Verl – Sende – Senne – Brackwede – Bielefeld
- 84 Schloß Holte – Augustdorf
- 84.1 Schloß Holte-Stukenbrock – Safaripark – Stukenbrock-Senne
- 84.2 Ortsverkehr Schloß Holte (Schloß Holte – Liemke)
- 84.4 Lipperreihe – Schloß Holte
- 85 Gütersloh – Sürenheide – Verl – Sende – Schloß Holte
- N8 Nachtbus Rheda-Wiedenbrück – Gütersloh (Nicht regelmäßig)

AST und TaxiBus
- AST Rheda-Wiedenbrück Stadtgebiet Rheda-Wiedenbrück
- AST Rheda-Wiedenbrück
- AST (AnrufSammelTaxi) Harsewinkel, Stadtgebiet Harsewinkel
- AST Harsewinkel
- AST 73 Verl – Bornholte – Kaunitz – Hövelhof (Nur an Feiertagen, Sonntagen und an Wochentagen ab 21 Uhr)
- TaxiBus 1 Harsewinkel
- TaxiBus 2 Harsewinkel, Landhagen – Rathaus und zurück
- TaxiBus 3 Harsewinkel, Behringstraße – Rathaus und zurück
- TaxiBus 4 Harsewinkel, Breslauer Straße – Rathaus und zurück

Schulverkehr
- 73.1 Österwiehe – Kaunitz
- 73.2 Sürenheide – Verl
- 73.3 Kaunitz – Österwiehe – Verl
- 73.4 Verl Schulzentrum – Bornholte – Liemke
- 84.3 Schloß Holte – Grauthofsiedlung
- 84.5 Hövelhof – Schloß Holte
- 85.1 Verl – Sende – Verl
- 85.2 Verl Schulzentrum – Avenwedde – Friedrichsdorf – Gütersloh Nord – Isselhorst/Avenwedde – Sürenheide

### Linienbündel 1 „Delbrück“ (Kreis Paderborn)
| Linie | Strecke | Anmerkungen                          |
| S40   | Paderborn – Schloß Neuhaus – Delbrück – Westenholz - Rietberg - Rheda                                                                                   | Westfalenschnellbus                  |
| S86   | Paderborn – Haxtergrund – Dörenhagen – (Grundsteinheim) – Lichtenau – Bülheim – Kleinenberg – (Hardehausen) – Scherfede – Rimbeck – Ossendorf – Warburg | Schnellbus (nur sonn- und feiertags) |
| R41   | Paderborn – Schloß Neuhaus – Anreppen – Delbrück – Sudhagen – (Westenholz)                                                                              |                                      |
| R42   | Delbrück – Ostenland – Hövelhof |                                      |
| R45   | Paderborn – Elsen – Gesseln – Bentfeld – Anreppen – Boke – Delbrück                                                                                     |                                      |
| R46   | Delbrück – Boke – Thüle – Salzkotten | Schulverkehr                         |
| D1    | Delbrück – Lippling – Steinhorst – Schöning |                                      |
| De1.1 | Delbrück – Lippling – Steinhorst – Ostenland | Schulverkehr                         |
| De1.2 | Delbrück – Nordhagen – Westenholz – Schöning – Lippling                                                                                                 | Schulverkehr                         |
| De2.1 | Delbrück – Ostenland – Hövelhof – Hövelriege – Riege – Espeln                                                                                           | Schulverkehr                         |
| De2.2 | Delbrück – Ostenland – Hövelhof – Bentlake | Schulverkehr                         |
| De2.3 | Delbrück – Ostenland – Klausheide | Schulverkehr                         |
| De4.1 | Delbrück – Sudhagen – Westenholz – Mantinghausen | Schulverkehr                         |
| De4.2 | Delbrück – Westenholz | Schulverkehr                         |
| De4.3 | Delbrück – Nordhagen – Westenholz | Schulverkehr                         |
| De5.1 | Delbrück – Anreppen – Bentfeld – Elsen | Schulverkehr                         |
| De5.2 | Delbrück – Boke | Schulverkehr                         |
| De5.1 | Delbrück – Boke – Thüle – Bentfeld | Schulverkehr                         |
| Dy1   | Delbrück – Westenholz – Schöning – Lippling | Schulverkehr                         |
| Dy2.1 | Delbrück – Ostenland – Hövelhof – Bentlake – Klausheide                                                                                                 | Schulverkehr                         |
| Dy2.2 | Delbrück – Ostenland – Lippling – Steinhorst – Espeln                                                                                                   | Schulverkehr                         |
| Dy4.1 | Delbrück – Sudhagen – Westenholz – Mantinghausen | Schulverkehr                         |
| Dy4.2 | Delbrück – Nordhagen – Westenholz | Schulverkehr                         |
| Dy4.3 | Delbrück – Sudhagen – Nordhagen – Westenholz | Schulverkehr                         |
| Dy5.1 | Delbrück – Anreppen – Bentfeld | Schulverkehr                         |
| Dy5.2 | Delbrück – Boke – Thüle | Schulverkehr                         |
| 441.1 | Lippling – Steinhorst – Ostenland | Schulverkehr                         |
| 441.2 | Lippling – Schöning | Schulverkehr                         |
| 442.1 | Ostenland – Lippling – Steinhorst | Schulverkehr                         |
| 442.2 | Ostenland – Klausheide | Schulverkehr                         |
| 443   | Grundschulverkehr Delbrück | Schulverkehr                         |
| 444.1 | Grundschulverkehr Westenholz | Schulverkehr                         |
| 444.2 | Schöning – Nordhagen – Sudhagen – Westenholz | Schulverkehr                         |
| 445.1 | Boke – Anreppen – Heddinghausen | Schulverkehr                         |
| 445.2 | Boke – Anreppen – Bentfeld | Schulverkehr                         |
| 445.3 | Boke – Thüle – Salzkotten | Schulverkehr                         |
| 446   | Elsen – Bentfeld – Anreppen – Boke – Delbrück | Schulverkehr                         |
| 447.1 | Anreppen – Boke – Delbrück – Ostenland – Hövelhof | Schulverkehr                         |
| 447.2 | Espeln – Steinhorst – Lippling – Ostenland – Hövelhof                                                                                                   | Schulverkehr                         |
| 448   | Schöning – Lippling – Ostenland – Sande – Schloß Neuhaus – Paderborn                                                                                    | Schulverkehr                         |

### Linienbündel 2 „Bad Lippspringe/Hövelhof“ (Kreis Paderborn)
| Linie | Strecke | Anmerkungen                 |
| R50   | Paderborn – Stadtheide – Marienloh – Bad Lippspringe – Schlangen – Oesterholz-Haustenbeck – Kohlstädt |                             |
| R51   | Paderborn – Stadtheide – Marienloh – Bad Lippspringe – Schlangen – Oesterholz-Haustenbeck – Kohlstädt – Horn |                             |
| H1    | Sennelager – Bentlake – Hasendorf – Hövelhof | Montag bis Freitag          |
| H2    | Hövelhof – Espeln – Riege – Hövelriege | Montag bis Freitag          |
| H3    | Stukenbrock – Hövelriege – Hövelhof – Hasendorf – Untersenne – Staumühle |                             |
| H4    | Sennelager – Klausheide – Bentlake – Hövelhof – Riege – Hövelriege | Samstag, Sonn- und Feiertag |
| H5    | Sennelager – Klausheide – Hövelhof – Espeln | Samstag, Sonn- und Feiertag |
| H11   | Sennelager – Klausheide – Hövelhof | Montag bis Freitag          |
| 420.1 | Paderborn – Schloß Neuhaus – Sennelager – Klausheide – Hasendorf – Hövelhof – Espeln – Riege – Hövelriege – Hövelhof | Schulverkehr                |
| 420.2 | Schloß Neuhaus – Sennelager – Hövelhof – Stukenbrock / Schloß Neuhaus – Sennelager – Bentlake – Hövelhof – Hasendorf – Untersenne – Staumühle / Schloß Neuhaus – Sennelager – Klausheide – Hövelhof – Hövelriege – Riege – Espeln | Schulverkehr                |
| 421   | Riege – Hövelriege | Schulverkehr                |
| 422   | Hövelhof – Klausheide | Schulverkehr                |
| 423.1 | Bentlake – Hövelhof – Hasendorf | Schulverkehr                |
| 423.2 | Bentlake – Klausheide – Staumühle – Untersenne – Hasendorf – Hövelhof | Schulverkehr                |
| 423.3 | Hasendorf – Hövelhof – Bentlake – Klausheide – Untersenne – Staumühle | Schulverkehr                |
| 424   | Schloß Neuhaus – Sennelager – Klausheide – Staumühle – Untersenne – Hasendorf – Hövelhof | Schulverkehr                |
| 425   | Hövelriege – Riege – Espeln – Hövelhof | Schulverkehr                |
| 452   | Bad Lippspringe – Neuenbeken – Altenbeken – Buke – Schwaney | Schulverkehr                |

### Linienbündel 3 „Brakel“ (Kreis Höxter)
| Linie | Strecke | Anmerkungen  |
| R71   | Brakel – Albrock – Erwitzen – Holzhausen – Nieheim |              |
| R72   | Peckelsheim – Niesen – Fölsen – Gehrden – Siddessen – Rheder – Brakel |              |
| 525   | Beverungen – Drenke – Tietelsen – Rothe – Erkeln – Brakel |              |
| 552   | Brakel – Rheder – Hampenhausen – Auenhausen – Frohnhausen – Drankhausen – Natzungen – Borgholz – Dalhausen / Brakel – Rheder – Hampenhausen – Frohnhausen – Auenhausen – Natingen – Borgholz – Natzungen – Borgentreich |              |
| 553   | Stadtverkehr Brakel: Bahnhof – Innenstadt – Krankenhaus – Hembser Berg – Schulzentrum |              |
| 554   | Bürgerbus Brakel: Stadtmitte – Krankenhaus – Hembser Berg – Weststadt – Stadtmitte |              |
| 555   | Brakel – Erkeln – Beller – Hembsen – Bruchhausen – Ottbergen – Hembsen – Beller – Erkeln – Brakel |              |
| 557   | Hembsen – Beller – Erkeln – Hainhausen – Bökendorf – Bellersen | Schulverkehr |
| 585   | Brakel – Modexen – Hainhausen – Bökendorf – Bellersen – Abbenburg – (Bredenborn) – Altenbergen – Vörden |              |
| 588   | Brakel – Bosseborn – Ovenhausen – Lütmarsen – Brenkhausen – Fürstenau – Bödexen – Albaxen – Stahle | Schulverkehr |

### Linienbündel 4 „Warburger Börde“ (Kreis Höxter)
| Linie | Strecke | Anmerkungen                               |
| R34   | Borgentreich – Bühne – Manrode – Muddenhagen – Körbecke – Rösebeck – Daseburg – Warburg |                                           |
| R35   | Borgentreich – Lütgeneder – (Eissen) – Großeneder – Dössel – Warburg |                                           |
| R37   | „Wisent-Linie“ Scherfede – Rimbeck – Ossendorf – Warburg – Dössel – Großeneder – Lütgeneder – Borgentreich – Natzungen – Borgholz – Dalhausen – Beverungen – Lauenförde – Würgassen – Herstelle – Bad Karlshafen | Freizeitverkehr (nur sonn- und feiertags) |
| R38   | Warburg – Hohenwepel – Engar – Ikenhausen – Löwen – Peckelsheim |                                           |
| 511   | Ossendorf – Rimbeck – Scherfede – Bonenburg – Engar – Deppenhöfen – Ikenhausen – Löwen – Peckelsheim | Schulverkehr                              |
| 531   | Warburg – Hohenwepel – Dössel – Daseburg | Schulverkehr                              |
| 532   | Borgentreich – Bühne – Muddenhagen – Manrode | Schulverkehr                              |
| 565   | Peckelsheim – Eissen – Borgentreich – Natzungen – Willegassen – Schweckhausen – Peckelsheim |                                           |

### Linienbündel 5 „Stadtverkehr Höxter“ (Kreis Höxter)
| Linie | Strecke | Anmerkungen                         |
| R21   | Höxter – Albaxen – Stahle – Holzminden                                                                             |                                     |
| R91   | Höxter – Lütmarsen – Ovenhausen – Eilversen – Vörden – Abtei Marienmünster – Münsterbrock – Sommersell – Steinheim |                                     |
| HX1   | Bahnhof / Rathaus – Hochschule – Hellweg – Bahnhof / Rathaus                                                       | Stadtbuslinie, bis 5. Dezember 2021 |
| HX2   | Bahnhof / Rathaus – Bielenberg – Weserberglandklinik                                                               | Stadtbuslinie, bis 5. Dezember 2021 |
| HX3   | Höxter – Bosseborn                                                                                                 | Stadtbuslinie, bis 5. Dezember 2021 |
| HX4   | Höxter – Brenkhausen – Fürstenau – Bödexen                                                                         | Stadtbuslinie                       |
| HX5   | Höxter Bahnhof / Rathaus – Corvey                                                                                  | Stadtbuslinie, bis 5. Dezember 2021 |
| 590   | Höxter – Lütmarsen – Ovenhausen – Eilversen – Vörden                                                               |                                     |
| 595   | Fürstenau – Rischenau                                                                                              |                                     |
| 596   | Höxter Bahnhof/Rathaus - Hochschule - Bahnhof / Rathaus                                                            | Hochschulshuttle                    |
| 597   | Schulverkehr Stadt Höxter                                                                                          | Schulverkehr                        |
| 598   | Bosseborn – Ovenhausen – Lütmarsen – Höxter                                                                        | Schulverkehr                        |
| 599   | Fürstenau – Bödexen – Stahle – Albaxen                                                                             | Schulverkehr                        |
|       | On-Demand-Verkehr Höxter                                                                                           | seit 6. Dezember 2021               |

### Linienbündel 9 „Nordkreis Höxter“ (Kreis Höxter)
| Linie | Strecke | Anmerkungen  |
| R75   | Nieheim – Pömbsen – Bad Hermannsborn – Schönenberg – (Merlsheim – Erpentrup – Langeland) – Reelsen – Alhausen – Bad Driburg                                      |              |
| R76   | Bad Driburg – (Alhausen) – Reelsen – Langeland – Erpentrup – Grevenhagen – Merlsheim – Himmighausen – Sandebeck – Bergheim – Vinsebeck – Ottenhausen – Steinheim |              |
| R83   | Nieheim – Eichholz – Bergheim – Vinsebeck – Steinheim / Nieheim – Oeynhausen – Bergheim – Eichholz – Steinheim                                                   |              |
| 571   | Nieheim – Oeynhausen – Himmighausen – Oeynhausen – Hohenbreden – Erpentrup – Merlsheim – Nieheim                                                                 |              |
| 572   | Nieheim – Entrup – (Münsterbrock – Born) – Sommersell – Kariensiek – Hagedorn – Rolfzen – Eversen – Entrup – Nieheim                                             |              |
| 578   | Alhausen – Reelsen – Langeland – Erpentrup – Merlsheim – Schönenberg – Bad Hermannsborn – Pömbsen                                                                | Schulverkehr |
| 584   | Vörden – (Altenbergen) – Bredenborn – Nieheim |              |
| 586   | Vörden – Großenbreden – Papenhöfen – Kollerbeck – Langenkamp – (Born – Münsterbrock) – Bönekenberg – Löwendorf – Hohehaus – Vörden                               |              |
| 587   | Hohehaus – Löwendorf – Großenbreden – Papenhöfen – Kollerbeck – Born – Ruensiek – Hagedorn – Steinheim                                                           | Schulverkehr |
| 589   | Vörden – Hohehaus – Bremerberg – Löwendorf – (Bönekenberg – Langenkamp – Kollerbeck) – Fürstenau – Bödexen                                                       | Schulverkehr |
| 591   | Vörden – Abtei Marienmünster – Münsterbrock – (Born) – Sommersell – (Hagedorn) – Rolfzen – Eversen – Thienhausen – Steinheim                                     |              |

### Linienbündel 10 „Egge“ (Kreise Paderborn / Höxter)
| Linie | Strecke | Anmerkungen  |
| S30   | Paderborn – Buke – Bad Driburg – (Siebenstern)                                                                                   | Schnellbus   |
| R31   | (Neuenbeken) – Altenbeken – Buke – Schwaney – (Herbram-Wald) – Neuenheerse – Dringenberg – Kühlsen – Altenheerse – Willebadessen |              |
| R54   | Willebadessen – Altenheerse – Kühlsen – Dringenberg – Neuenheerse – Siebenstern – Bad Driburg                                    |              |
| 431   | Paderborn – Dören – Benhausen – Neuenbeken – Altenbeken – Buke – Bad Driburg – (Siebenstern)                                     |              |
| 432   | Paderborn – Lieth – (Buke) – Schwaney – (Herbram-Wald) – Neuenheerse – Dringenberg – Altenheerse – Willebadessen                 |              |
| 541   | Peckelsheim – Helmern – (Neuenheerse – Altenheerse) – Willebadessen – Borlinghausen                                              |              |
| 542   | Willebadessen – Borlinghausen – Willebadessen – Helmern – Fölsen – Altenheerse                                                   | Schulverkehr |
| 577   | Bürgerbus Bad Driburg: Stadtmitte – Südstadt – Steinberg – Bahnhof – Krankenhaus – Stadtmitte                                    |              |

### Linienbündel 11 „Wesertal“ (Kreis Höxter)
| Linie | Strecke | Anmerkungen  |
| R22   | Höxter – Godelheim – (Ottbergen) – Amelunxen – Wehrden – Blankenau – Beverungen – Lauenförde – Würgassen – Herstelle – Bad Karlshafen |              |
| R36   | Borgentreich – Natzungen – Borgholz – (Natingen) – Dalhausen – Beverungen – Lauenförde                                                |              |
| 523   | Stammen – Trendelburg – Deisel – Helmarshausen – Birkenbusch – Bad Karlshafen – Herstelle – Beverungen                                | Schulverkehr |
| 524   | Tietelsen – Rothe – Natingen – Borgholz – Dalhausen / Jakobsberg – Haarbrück – Dalhausen                                              | Schulverkehr |
| 533   | Beverungen – (Dalhausen) – Haarbrück – Jakobsberg – Langenthal – Manrode – Muddenhagen – Bühne                                        |              |

### Linienbündel 69 „NachtExpress“ (Kreis Paderborn)
| Linie | Strecke | Anmerkungen |
| NE11  | Paderborn – Stadtheide – Marienloh – Bad Lippspringe – Schlangen |             |
| NE12  | Paderborn – Dörenerholz – Benhausen – Neuenbeken – Altenbeken – Buke – Schwaney |             |
| NE13  | Paderborn – Dörenhagen – Grundsteinheim – Iggenhausen – Herbram – Asseln – Hakenberg – Lichtenau – Kleinenberg / Paderborn – Dörenhagen – Eggeringhausen – Busch – Ebbinghausen – Lichtenau – Holtheim |             |
| NE14  | Paderborn – Haaren – Helmern – Fürstenberg – Bad Wünnenberg |             |
| NE15  | Paderborn – Nordborchen – Kirchborchen – Gellinghausen – Etteln – Henglarn – Atteln – Husen / Paderborn – Nordborchen – Kirchborchen – Alfen – Oberntudorf – Niederntudorf – Wewelsburg                |             |
| NE16  | Paderborn – Flughafen Paderborn/Lippstadt – Ahden – Brenken – Büren |             |
| NE17  | Paderborn – Scharmede – Thüle – Verne – Salzkotten – Upsprunge |             |
| NE18  | Paderborn – Elsen – Gesseln – Bentfeld – Anreppen – Boke – Delbrück – Lippling – Ostenland |             |
| NE19  | Paderborn – Schloß Neuhaus – Sennelager – Klausheide – Bentlake – Hövelhof – Hövelriege – Riege – Espeln                                                                                               |             |
| NE20  | Paderborn – Buke – Bad Driburg |             |

## Verkehrsunternehmen im Linienbündel „Gütersloh Nord“
- BürgerBus-Verein Werther e.V. (Linie 160)
- Düe Taxi, Halle („TaxiBus“ T1, T2 und Anruf-Sammel-Taxi Halle)
- Taxi Weber, Steinhagen Westf. (288, T3, T4 und Anruf-Sammel-Taxi Steinhagen)